# Lista de futebolistas que defenderam apenas um clube
Este artigo traz uma lista com os futebolistas que defenderam exclusivamente um único clube em toda a sua carreira. Serão considerados aqui apenas os jogos como profissionais, já que alguns podem ter defendido outras camisas nas categorias de base.

## Lista

### Futebol masculino
- A divisão feita aqui é pela nacionalidade do atleta, e não pelo país de origem do clube, já que alguns atletas podem ter jogado a vida toda por um clube de outro país que não o de sua nacionalidade.

#### África
| Jogador                | Nacionalidade | Clube              | Estreia (1ª temp.) | Última temp. | Período (anos) | Jogos oficiais |
| ---------------------- | ------------- | ------------------ | ------------------ | ------------ | -------------- | -------------- |
| Samir Aboud            | Líbia         | Al-Ittihad Tripoli | 1991               | presente     | 22             | 615            |
| Abdulsalam Al Ghurbani | Iémen         | Al-Sha'ab Ibb      | 1995               | 2007         | 12             |                |
| Bonaventure Djonkep    | Camarões      | Union Douala       | 1982               | 1995         | 13             |                |
| Mahmoud El Khatib      | Egito         | El Ahly            | 1972               | 1988         | 16             | 199            |
| Silvester Goraseb      | Namíbia       | Black Africa       | 1992               | 2009         | 17             |                |
| Homos                  | Egito         | Ismaily            | 1997               | presente     | 16             |                |
| Michael Manzini        | África do Sul | Mamelodi Sundowns  | 1995               | 2009         | 14             | 274            |
| Lucky Mhlathe          | África do Sul | Jomo Cosmos        | 1997               | 2011         | 14             |                |
| Thabo Mooki            | África do Sul | Kaizer Chiefs      | 1993               | 2008         | 15             | 343            |
| Segun Odegbami         | Nigéria       | Shooting Stars     | 1970               | 1984         | 14             |                |
| Isaac Shai             | África do Sul | Mamelodi Sundowns  | 1992               | 2004         | 12             | 315            |
| Gerald Sibeko          | África do Sul | Kaizer Chiefs      | 2000               | 2012         | 12             |                |
| Mohamed Sobhy          | Egito         | Ismaily            | 2001               | presente     | 12             |                |

#### Américas Central e do Norte
| Jogador                | Nacionalidade  | Clube                     | Estreia (1ª temp.) | Última temp. | Período (anos) | Jogos oficiais |
| ---------------------- | -------------- | ------------------------- | ------------------ | ------------ | -------------- | -------------- |
| Steve Cherundolo       | Estados Unidos | Hannover 96               | 1999               | presente     | 14             | 368            |
| Víctor Cordero         | Costa Rica     | Deportivo Saprissa        | 1991               | 2011         | 20             | 458            |
| Lloyd Doyley           | Jamaica        | Watford                   | 2001               | presente     | 12             | 365            |
| Alberto López Oliva    | Guatemala      | Municipal                 | 1963               | 1978         | 16             |                |
| Cristóbal Ortega       | México         | América                   | 1974               | 1992         | 18             |                |
| Juan Carlos Plata      | Guatemala      | CSD Municipal             | 1990               | 2010         | 20             | 553            |
| Héctor Reynoso         | México         | Guadalajara               | 2000               | presente     | 13             |                |
| Alejandro Palacios     | México         | Club Universidad Nacional | 2003               | presente     | 10             | 109            |
| Carlos Humberto Toledo | Guatemala      | CSD Municipal             | 1938               | 1955         | 17             |                |

#### América do Sul
| Jogador                | Nacionalidade | Clube                     | Estreia (1ª temp.) | Última temp. | Período (anos) | Jogos oficiais |
| ---------------------- | ------------- | ------------------------- | ------------------ | ------------ | -------------- | -------------- |
| Abel Ernesto Herrera   | Argentina     | Estudiantes de La Plata   | 1972               | 1988         | 16             | 467            |
| Alfredo Quesada        | Peru          | Sporting Cristal          | 1968               | 1984         | 16             |                |
| Altair                 | Brasil        | Fluminense                | 1955               | 1971         | 16             | 551            |
| Ángel Allegri          | Argentina     | Vélez Sársfield           | 1946               | 1960         | 14             | 384            |
| Antonio Rattin         | Argentina     | Boca Juniors              | 1956               | 1970         | 14             |                |
| Carlinhos Violino      | Brasil        | Flamengo                  | 1958               | 1969         | 11             |                |
| Carlitos               | Brasil        | Internacional             | 1938               | 1951         | 13             |                |
| Carlos Borja           | Bolívia       | Bolívar                   | 1977               | 1997         | 20             | 532            |
| Carlos Campos          | Chile         | Universidad de Chile      | 1956               | 1969         | 13             | 259            |
| Carlos Ruiz            | Argentina     | Arsenal de Sarandí        | 1993               | 2008         | 15             |                |
| Gastón Turus           | Argentina     | Belgrano                  | 2000               | presente     | 13             |                |
| Iván Azócar            | Chile         | Rangers de Talca          | 1958               | 1976         | 18             | 393            |
| Jimmy Montanero        | Equador       | Barcelona de Guayaquil    | 1979               | 1999         | 20             |                |
| José Luis Carranza     | Peru          | Universitario de Deportes | 1985               | 2004         | 19             | 570            |
| José Piendibene        | Uruguai       | Peñarol                   | 1908               | 1928         | 20             |                |
| Juan Carlos Franco     | Paraguai      | Olimpia Asunción          | 1992               | 2005         | 13             |                |
| Junqueira              | Brasil        | Palmeiras                 | 1931               | 1945         | 14             |                |
| Kafunga                | Brasil        | Atlético Mineiro          | 1935               | 1955         | 20             |                |
| Leandro                | Brasil        | Flamengo                  | 1978               | 1990         | 12             | 115            |
| Marcos                 | Brasil        | Palmeiras                 | 1992               | 2011         | 19             | 532            |
| Manuel Pellegrini      | Chile         | Universidad de Chile      | 1973               | 1986         | 13             |                |
| Mario Lepe             | Chile         | Universidad Católica      | 1980               | 2000         | 20             |                |
| Miguel Ángel Russo     | Argentina     | Estudiantes de La Plata   | 1975               | 1988         | 13             |                |
| Natalio Agustín Pescia | Argentina     | Boca Juniors              | 1942               | 1956         | 15             |                |
| Nilton Santos          | Brasil        | Botafogo                  | 1948               | 1964         | 16             |                |
| Pepe                   | Brasil        | Santos                    | 1954               | 1969         | 15             |                |
| Preguinho              | Brasil        | Fluminense                | 1925               | 1938         | 12             |                |
| Raimundo Tupper        | Chile         | Universidad Católica      | 1985               | 1995         | 11             | 193            |
| Raúl Ormeño            | Chile         | Colo-Colo                 | 1975               | 1991         | 17             |                |
| Reinaldo Merlo         | Argentina     | River Plate               | 1969               | 1984         | 15             | 500            |
| Ricardo Bochini        | Argentina     | Independiente             | 1972               | 1991         | 19             | 740            |
| Ricardo Vaghi          | Argentina     | River Plate               | 1935               | 1949         | 14             | 323            |
| Teodoro Fernández      | Peru          | Universitario de Deportes | 1931               | 1953         | 22             |                |
| Víctor Paredes         | Argentina     | Atlanta                   | 1990               | 2002         | 12             | 333            |
| Vladimir Soria         | Bolívia       | Bolívar                   | 1985               | 2000         | 15             |                |
| Zé do Monte            | Brasil        | Atlético Mineiro          | 1946               | 1956         | 10             | 446            |

#### Ásia
| Jogador            | Nacionalidade | Clube               | Estreia (1ª temp.) | Última temp. | Período (anos) | Jogos oficiais |
| ------------------ | ------------- | ------------------- | ------------------ | ------------ | -------------- | -------------- |
| Takeshi Aoki       | Japão         | Kashima Antlers     | 2001               | presente     | 12             | 274            |
| Cao Yang           | China         | Tianjin Teda        | 2000               | presente     | 13             | 222            |
| Choi Jin-cheul     | Coreia do Sul | Jeonbuk             | 1996               | 2007         | 11             | 241            |
| Masahiro Fukuda    | Japão         | Urawa Red Diamonds  | 1989               | 2002         | 13             | 287            |
| Gao Yao            | China         | Shandong Luneng     | 1998               | 2009         | 11             | 150            |
| Chuni Goswami      | Índia         | Mohun Bagan AC      | 1954               | 1968         | 14             |                |
| Isao Homma         | Japão         | Albirex Niigata     | 2000               | presente     | 13             | 301            |
| Kunishige Kamamoto | Japão         | Cerezo Osaka        | 1967               | 1984         | 17             | 251            |
| Jin-Woo Kim        | Coreia do Sul | Suwon               | 1996               | 2007         | 12             | 205            |
| Poong-Joo Kim      | Coreia do Sul | Busan               | 1983               | 1996         | 12             | 159            |
| Kim Tae-young      | Coreia do Sul | Chunnam             | 1995               | 2005         | 11             | 201            |
| Kazushi Kimura     | Japão         | Yokohama F. Marinos | 1981               | 1994         | 13             |                |
| Hee-Ju Kwak        | Coreia do Sul | Suwon               | 2003               | presente     | 10             |                |
| Wing-Yip Lau       | Hong Kong     | Happy Valley        | 1971               | 1987         | 17             |                |
| Li Xiaopeng        | China         | Shandong Luneng     | 1994               | 2005         | 12             | 217            |
| Masanobu Matsunami | Japão         | Gamba Osaka         | 1993               | 2005         | 13             | 280            |
| Naoki Matsuyo      | Japão         | Gamba Osaka         | 1997               | 2009         | 13             | 131            |
| Hiroaki Morishima  | Japão         | Cerezo Osaka        | 1991               | 2008         | 18             | 425            |
| Masashi Motoyama   | Japão         | Kashima Antlers     | 1998               | presente     | 14             | 306            |
| Mudzar Mohamad     | Malásia       | Pahang FA           | 1986               | 2001         | 15             |                |
| Itthipol Nonsiri   | Tailândia     | Thai Port           | 2000               | presente     | 12             | 118            |
| Takeshi Okada      | Japão         | JEF United Chiba    | 1980               | 1990         | 10             |                |
| Park Tae-Ha        | Coreia do Sul | Pohang              | 1991               | 2001         | 10             | 191            |
| Masaaki Sawanobori | Japão         | Shimizu S-Pulse     | 1992               | 2005         | 14             |                |
| Shu Chang          | China         | Shandong Luneng     | 1996               | 2010         | 14             | 273            |
| Hitoshi Sogahata   | Japão         | Kashima Antlers     | 1998               | presente     | 14             | 338            |
| D. Surendran       | Malásia       | Selangor FA         | 1999               | 2011         | 12             |                |
| Tao Wei            | China         | Beijing Guoan       | 1998               | 2010         | 12             | 270            |
| Xu Yunlong         | China         | Beijing Guoan       | 1998               | presente     | 15             |                |
| Mohd Amri Yahyah   | Malásia       | Selangor FA         | 2000               | presente     | 12             | 160            |
| Nobuhisa Yamada    | Japão         | Urawa Reds          | 1994               | presente     | 19             |                |
| Yang Pu            | China         | Beijing Guoan       | 1998               | 2009         | 11             | 212            |
| Yu Genwei          | China         | Tianjin Teda        | 1994               | 2005         | 12             | 197            |
| Zainizam Marjan    | Malásia       | Sabah FA            | 2000               | presente     | 12             |                |
| Zhao Junzhe        | China         | Liaoning            | 1999               | presente     | 14             |                |

#### Europa
| Jogador                              | Nacionalidade                    | Clube                            | Estreia (1ª temp.) | Última temp. | Período (anos) | Jogos oficiais |
| ------------------------------------ | -------------------------------- | -------------------------------- | ------------------ | ------------ | -------------- | -------------- |
| Juan Carlos Ablanedo                 | Espanha                          | Sporting Gijón                   | 1982               | 1999         | 17             | 401            |
| Fritz Abromeit                       | Alemanha                         | Rot-Weiss Essen                  | 1946               | 1957         | 11             | 67             |
| Adalberto Ribeiro                    | Portugal                         | Paços de Ferreira                | 1988               | 2005         | 17             | 380            |
| Tony Adams                           | Inglaterra                       | Arsenal                          | 1983               | 2002         | 19             | 504            |
| Ermanno Aebi                         | Itália                           | Internazionale                   | 1910               | 1922         | 12             | 142            |
| Charlie Aitken                       | Escócia                          | Motherwell                       | 1950               | 1966         | 16             | 314            |
| Ilshat Aitkulov                      | Rússia                           | Gazovik Orenburg                 | 1990               | 2003         | 13             | 396            |
| Igor Akinfeev                        | Rússia                           | CSKA Moscova                     | 2003               | presente     | 10             | 251            |
| Albano                               | Portugal                         | Sporting CP                      | 1943               | 1956         | 13             | 240            |
| Flórián Albert                       | Hungria                          | Ferencváros                      | 1958               | 1974         | 16             | 339            |
| Carlo Albini                         | Itália                           | Brescia                          | 1935               | 1949         | 14             |                |
| Sait Altınordu                       | Turquia                          | Altınordu S.K.                   | 1929               | 1956         | 27             |                |
| Sante Ancherani                      | Itália                           | Lazio                            | 1901               | 1912         | 11             |                |
| Fredrik Andersson                    | Suécia                           | Halmstads BK                     | 1988               | 2001         | 14             | 246            |
| Arkady Andreasyan                    | União Soviética                  | Ararat Yerevan                   | 1967               | 1978         | 11             | 242            |
| Michael Angerschmid                  | Áustria                          | SV Ried                          | 1992               | 2006         | 14             | 406            |
| John Angus                           | Inglaterra                       | Burnley                          | 1956               | 1972         | 16             | 439            |
| Teodor Anioła                        | Polónia                          | Lech Poznan                      | 1945               | 1961         | 16             | 196            |
| Guido Ara                            | Itália                           | Pro Vercelli                     | 1908               | 1921         | 13             | 163            |
| Patricio Arabolaza                   | Espanha                          | Real Unión                       | 1909               | 1923         | 14             |                |
| Mikel Aranburu                       | Espanha                          | Real Sociedad                    | 1997               | 2012         | 15             | 404            |
| Jesús Aranguren                      | Espanha                          | Athletic Bilbao                  | 1962               | 1975         | 13             | 247            |
| İsmail Arca                          | Turquia                          | Eskișehirspor                    | 1965               | 1982         | 17             | 418            |
| Julián Arcas                         | Espanha                          | RCD Espanyol                     | 1946               | 1958         | 12             | 195            |
| Luis Arconada                        | Espanha                          | Real Sociedad                    | 1974               | 1989         | 15             | 414            |
| Antonio Argilés                      | Espanha                          | RCD Espanyol                     | 1950               | 1964         | 14             | 301            |
| Jimmy Armfield                       | Inglaterra                       | Blackpool                        | 1954               | 1971         | 17             | 569            |
| Dougie Arnott                        | Escócia                          | Motherwell                       | 1986               | 1998         | 12             | 240            |
| Ravil Aryapov                        | União Soviética                  | Krîlia Sovetov Samara            | 1967               | 1978         | 11             | 362            |
| José Antonio Arzac                   | Espanha                          | Real Sociedad                    | 1961               | 1975         | 14             | 340            |
| Kakhi Asatiani                       | União Soviética                  | Dinamo Tbilisi                   | 1965               | 1975         | 10             | 218            |
| Ron Ashman                           | Inglaterra                       | Norwich                          | 1947               | 1963         | 16             | 592            |
| John Askey                           | Inglaterra                       | Macclesfield                     | 1984               | 2003         | 19             | 698            |
| Burhan Atak                          | Turquia                          | Galatasaray SK                   | 1920               | 1934         | 14             |                |
| Ron Atkinson                         | Inglaterra                       | Oxford United                    | 1959               | 1971         | 12             | 383            |
| Eșfak Aykaç                          | Turquia                          | Galatasaray SK                   | 1936               | 1946         | 10             | 131            |
| Klaus Augenthaler                    | Alemanha                         | Bayern München                   | 1975               | 1991         | 16             | 404            |
| Franck Azzopardi                     | França                           | Chamois Niortais                 | 1989               | 2005         | 16             | 435            |
| Joe Bacuzzi                          | Inglaterra                       | Fulham                           | 1935               | 1956         | 21             | 283            |
| Ruben Bagger                         | Dinamarca                        | Brøndby                          | 1993               | 2007         | 14             | 243            |
| Noel Bailie                          | Irlanda do Norte                 | Linfield                         | 1989               | 2011         | 22             | 577            |
| Colin Baker                          | País de Gales                    | Cardiff City                     | 1953               | 1966         | 13             | 294            |
| Heiner Baltes                        | Alemanha                         | Fortuna Düsseldorf               | 1970               | 1981         | 11             | 279            |
| Harry Bamford                        | Inglaterra                       | Bristol Rovers                   | 1945               | 1958         | 13             | 486            |
| Anatoliy Banishevskiy                | União Soviética                  | Neftyanik Baku                   | 1963               | 1978         | 15             | 288            |
| Ottavio Barbieri                     | Itália                           | Genoa                            | 1919               | 1932         | 13             | 299            |
| Franco Baresi                        | Itália                           | AC Milan                         | 1977               | 1997         | 20             | 531            |
| Vladimir Barkaya                     | União Soviética                  | Dinamo Tbilisi                   | 1957               | 1967         | 10             | 226            |
| Pierre Barlaguet                     | França                           | Nîmes Olympique                  | 1950               | 1964         | 14             |                |
| Jim Barrett                          | Inglaterra                       | West Ham United                  | 1924               | 1939         | 15             | 442            |
| Jack Barker                          | Inglaterra                       | Derby County                     | 1928               | 1939         | 11             | 327            |
| Tommy Barnett                        | Inglaterra                       | Watford                          | 1928               | 1944         | 16             | 395            |
| Sam Bartram                          | Inglaterra                       | Charlton Athletic                | 1934               | 1956         | 22             | 579            |
| Joachim Bäse                         | Alemanha                         | Eintracht Braunschweig           | 1959               | 1973         | 14             | 347            |
| Suphi Batur                          | Turquia                          | Galatasaray SK                   | 1916               | 1933         | 17             |                |
| Willie Bauld                         | Escócia                          | Heart of Midlothian              | 1946               | 1962         | 16             | 212            |
| Alaattin Baydar                      | Turquia                          | Fenerbahçe SK                    | 1916               | 1931         | 15             | 324            |
| Haim Bar                             | Israel                           | Maccabi Netanya                  | 1972               | 1989         | 17             | 497            |
| Giovanni Bazzano                     | Itália                           | Pro Vercelli                     | 1908               | 1918         | 10             |                |
| Frank Beattie                        | Escócia                          | Kilmarnock                       | 1954               | 1972         | 18             | 422            |
| Fosco Becattini                      | Itália                           | Genoa                            | 1945               | 1961         | 16             | 425            |
| Adolf Bechtold                       | Alemanha                         | Eintracht Frankfurt              | 1942               | 1963         | 21             | 397            |
| Ljubo Benčić                         | Jugoslávia                       | Hajduk Split                     | 1921               | 1935         | 14             | 353            |
| Nihat Bekdik                         | Turquia                          | Galatasaray SK                   | 1916               | 1936         | 20             | 268            |
| Harold Bell                          | Inglaterra                       | Tranmere Rovers                  | 1946               | 1960         | 14             | 633            |
| Gianpaolo Bellini                    | Itália                           | Atalanta                         | 1998               | presente     | 15             | 292            |
| Menachem Bello                       | Israel                           | Maccabi Tel Aviv                 | 1963               | 1982         | 19             | 498            |
| Giuseppe Bergomi                     | Itália                           | Internazionale                   | 1979               | 1999         | 20             | 519            |
| Santiago Bernabéu                    | Espanha                          | Real Madrid                      | 1911               | 1927         | 16             | 69             |
| Jean-Paul Bertrand-Demanes           | França                           | Nantes                           | 1969               | 1987         | 19             | 532            |
| Fikri Beșiroğlu                      | Turquia                          | Vefa SK                          | 1962               | 1974         | 12             | 226            |
| Harry Betmead                        | Inglaterra                       | Grimsby Town                     | 1930               | 1947         | 17             | 296            |
| Carlo Bigatto                        | Itália                           | Juventus                         | 1913               | 1931         | 18             | 232            |
| Angelo Binaschi                      | Itália                           | Pro Vercelli                     | 1909               | 1921         | 12             | 113            |
| Franz Binder                         | Áustria                          | Rapid Wien                       | 1930               | 1949         | 19             | 242            |
| Bekir Sıtkı Bircan                   | Turquia                          | Galatasaray SK                   | 1905               | 1915         | 10             |                |
| Bob Birkett                          | Inglaterra                       | Blackpool                        | 1896               | 1906         | 10             | 215            |
| Francisco Bizcocho                   | Espanha                          | Real Betis                       | 1971               | 1982         | 11             | 286            |
| Guy Blaise                           | Luxemburgo                       | Virton                           | 2000               | presente     | 13             | 310            |
| Marco Bode                           | Alemanha                         | Werder Bremen                    | 1989               | 2002         | 13             | 379            |
| Diederik Boer                        | Países Baixos                    | PEC Zwolle                       | 2001               | presente     | 12             | 271            |
| Lorenzo Valerio Bona                 | Itália                           | Juventus                         | 1911               | 1921         | 10             |                |
| Jo Bonfrere                          | Países Baixos                    | MVV Maastricht                   | 1963               | 1985         | 22             | 335            |
| Giampiero Boniperti                  | Itália                           | Juventus                         | 1946               | 1961         | 15             | 444            |
| Sergei Borovsky                      | União Soviética                  | Dinamo Minsk                     | 1973               | 1987         | 14             | 400            |
| Theo Bos                             | Países Baixos                    | Vitesse                          | 1983               | 1998         | 15             | 369            |
| Crisanto Bosch                       | Espanha                          | RCD Espanyol                     | 1928               | 1943         | 15             | 130            |
| Ronnie Boyce                         | Inglaterra                       | West Ham United                  | 1959               | 1973         | 14             | 282            |
| Torben Boye                          | Dinamarca                        | AaB                              | 1984               | 2002         | 18             | 560            |
| Uwe Bracht                           | Alemanha Ocidental               | Werder Bremen                    | 1971               | 1984         | 13             | 309            |
| Geoff Bradford                       | Inglaterra                       | Bristol Rovers                   | 1949               | 1964         | 15             | 462            |
| Arthur Bradford                      | Inglaterra                       | Southampton                      | 1922               | 1936         | 14             | 306            |
| Renato Braglia                       | Itália                           | Modena                           | 1939               | 1957         | 18             |                |
| George Bray                          | Inglaterra                       | Burnley                          | 1937               | 1952         | 15             | 241            |
| Pietro Bronzini                      | Itália                           | Milan                            | 1916               | 1926         | 10             | 139            |
| Gadi Brumer                          | Israel                           | Maccabi Tel Aviv                 | 1991               | 2004         | 13             | 316            |
| Thomas Brunner                       | Alemanha                         | 1. FC Nuremberg                  | 1982               | 1996         | 14             | 402            |
| Morten Bruun                         | Dinamarca                        | Silkeborg                        | 1988               | 2001         | 13             | 424            |
| Ralf Bucher                          | Alemanha                         | SpVgg. Unterhaching              | 1989               | 2009         | 20             | 292            |
| Miguel Ángel Rubio Bueno             | Espanha                          | UE Lleida                        | 1982               | 1996         | 14             | 460            |
| Giacomo Bulgarelli                   | Itália                           | Bologna                          | 1959               | 1975         | 16             | 391            |
| Lev Burchalkin                       | União Soviética                  | Zenit Leningrad                  | 1957               | 1972         | 15             | 400            |
| Steve Burtenshaw                     | Inglaterra                       | Brighton & Hove Albion           | 1951               | 1967         | 16             | 237            |
| Michael Buskermolen                  | Países Baixos                    | AZ                               | 1988               | 2006         | 18             | 399            |
| Gerry Byrne                          | Inglaterra                       | Liverpool                        | 1957               | 1969         | 12             | 274            |
| Anatoliy Byshovets                   | União Soviética                  | Dynamo Kyiv                      | 1963               | 1973         | 10             | 139            |
| Rıza Çalımbay                        | Turquia                          | Beșiktaș JK                      | 1980               | 1996         | 16             | 494            |
| Ernie Callaghan                      | Inglaterra                       | Aston Villa                      | 1930               | 1947         | 17             | 124            |
| Patrick Callaghan                    | Escócia                          | Hibernian                        | 1898               | 1914         | 16             |                |
| José Antonio Camacho                 | Espanha                          | Real Madrid                      | 1973               | 1989         | 16             | 414            |
| Francisco Camarasa                   | Espanha                          | Valencia                         | 1987               | 2000         | 13             | 267            |
| Jackie Campbell                      | Escócia                          | Partick Thistle                  | 1963               | 1982         | 19             | 579            |
| Piero Campelli                       | Itália                           | Internazionale                   | 1910               | 1925         | 15             | 179            |
| Jack Carr                            | Inglaterra                       | Newcastle United                 | 1899               | 1912         | 13             | 279            |
| Jamie Carragher                      | Inglaterra                       | Liverpool                        | 1996               | 2013         | 16             | 508            |
| Iker Casillas                        | Espanha                          | Real Madrid                      | 1999               | presente     | 14             | 476            |
| Armando Castellazzi                  | Itália                           | Internazionale                   | 1923               | 1936         | 13             | 246            |
| Ross Caven                           | Escócia                          | Queen's Park                     | 1982               | 2002         | 20             | 532            |
| GiampieroCeccarelli                  | Itália                           | Cesena                           | 1966               | 1985         | 19             |                |
| Massimo Ceccaroni                    | Suíça                            | FC Basel                         | 1987               | 2002         | 15             | 398            |
| Robin Cederberg                      | Suécia                           | Mjällby AIF                      | 2002               | presente     | 11             | 199            |
| Cesarino Cervellati                  | Itália                           | Bologna                          | 1948               | 1962         | 14             | 300            |
| Antonio Cetti                        | Itália                           | Como                             | 1920               | 1941         | 21             |                |
| John Charles                         | Inglaterra                       | Blackpool                        | 1912               | 1924         | 12             | 228            |
| Jack Charlton                        | Inglaterra                       | Leeds United                     | 1952               | 1973         | 21             | 629            |
| Miguel 'Chendo'                      | Espanha                          | Real Madrid                      | 1982               | 1998         | 16             | 363            |
| Aleksandr Chivadze                   | União Soviética                  | Dinamo Tbilisi                   | 1974               | 1987         | 13             | 324            |
| Necdet Cici                          | Turquia                          | Galatasaray SK                   | 1928               | 1941         | 13             | 126            |
| Gerard Cieślik                       | Polónia                          | Ruch Chorzów                     | 1948               | 1959         | 11             | 237            |
| Oreste Cioni                         | Itália                           | Ternana                          | 1932               | 1953         | 21             | 150            |
| Ronnie Clayton                       | Inglaterra                       | Blackburn Rovers                 | 1951               | 1969         | 18             | 581            |
| Colin Coates                         | Irlanda do Norte                 | Crusaders                        | 2002               | presente     | 11             |                |
| Andrew Cohen                         | Malta                            | Hibernians                       | 1999               | presente     | 14             | 278            |
| George Cohen                         | Inglaterra                       | Fulham                           | 1956               | 1969         | 13             | 459            |
| Bobby Combe                          | Escócia                          | Hibernian                        | 1946               | 1957         | 12             | 289            |
| Gianpiero Combi                      | Itália                           | Juventus                         | 1923               | 1934         | 11             | 367            |
| Denis Compton                        | Inglaterra                       | Arsenal                          | 1936               | 1950         | 14             | 54             |
| Leslie Compton                       | Inglaterra                       | Arsenal                          | 1931               | 1952         | 21             | 253            |
| Willie Cooper                        | Escócia                          | Aberdeen                         | 1928               | 1948         | 20             | 347            |
| Ken Coote                            | Inglaterra                       | Brentford                        | 1949               | 1964         | 15             | 559            |
| Anthony Correia                      | Países Baixos                    | Telstar                          | 2001               | presente     | 12             | 271            |
| Pat Courtney                         | Irlanda                          | Shamrock Rovers                  | 1960               | 1971         | 11             |                |
| Colin Cowperthwaite                  | Inglaterra                       | Barrow                           | 1977               | 1992         | 15             | 704            |
| Bobby Cox                            | Escócia                          | Dundee                           | 1956               | 1968         | 12             | 327            |
| James Crawford                       | Escócia                          | Queen's Park                     | 1923               | 1937         | 14             |                |
| Bob Crompton                         | Inglaterra                       | Blackburn Rovers                 | 1896               | 1920         | 24             | 530            |
| Jürgen Croy                          | Alemanha Oriental                | Zwickau                          | 1965               | 1982         | 17             | 372            |
| Luis Carlos Cuartero                 | Espanha                          | Real Zaragoza                    | 1995               | 2009         | 14             | 190            |
| Stan Cullis                          | Inglaterra                       | Wolverhampton Wanderers          | 1934               | 1947         | 13             | 152            |
| Bernhard Cullmann                    | Alemanha Ocidental               | 1. FC Köln                       | 1970               | 1984         | 14             | 341            |
| Carsten Cullmann                     | Alemanha                         | 1. FC Köln                       | 1998               | 2010         | 12             | 192            |
| John Cumming                         | Escócia                          | Heart of Midlothian              | 1950               | 1967         | 17             | 359            |
| Gidi Damti                           | Israel                           | Shimshon Tel Aviv                | 1968               | 1989         | 22             | 544            |
| Primo Danieli                        | Itália                           | Padova                           | 1919               | 1931         | 12             |                |
| Kim Daugaard                         | Dinamarca                        | Brøndby                          | 1992               | 2008         | 16             | 336            |
| Nir Davidovich                       | Israel                           | Maccabi Haifa                    | 1994               | 2013         | 18             | 385            |
| Mike Davies                          | Inglaterra                       | Blackpool                        | 1984               | 1995         | 11             | 310            |
| Taffy Davies                         | País de Gales                    | Watford                          | 1930               | 1950         | 20             | 284            |
| Jerry Dawson                         | Inglaterra                       | Burnley                          | 1907               | 1928         | 21             | 522            |
| Gino De Biasi                        | Itália                           | Treviso                          | 1924               | 1941         | 17             |                |
| Ettore De Michele                    | Itália                           | Lecce                            | 1908               | 1918         | 10             |                |
| Giovanni De Prà                      | Itália                           | Genoa                            | 1919               | 1933         | 14             | 304            |
| Daniele De Rossi                     | Itália                           | Roma                             | 2001               | presente     | 12             | 306            |
| Yuriy Dehteryov                      | União Soviética                  | Shakhtar Donetsk                 | 1967               | 1988         | 21             | 321            |
| Giovanni Delfino                     | Itália                           | Sampdoria                        | 1958               | 1970         | 12             |                |
| Giuseppe Della Valle                 | Itália                           | Bologna                          | 1916               | 1931         | 15             |                |
| Peter Delorge                        | Bélgica                          | Sint-Truiden                     | 1999               | presente     | 14             |                |
| Raynald Denoueix                     | França                           | Nantes                           | 1966               | 1979         | 13             |                |
| Rahmi Denizöz                        | Turquia                          | Vefa SK                          | 1947               | 1962         | 15             | 262            |
| Halit Deringör                       | Turquia                          | Fenerbahçe SK                    | 1942               | 1952         | 10             |                |
| Dinko Dermendzhiev                   | Bulgária                         | Botev Plovdiv                    | 1959               | 1978         | 19             | 447            |
| Anthony Deroin                       | França                           | Caen                             | 1997               | 2012         | 15             | 374            |
| Olivier Deschacht                    | Bélgica                          | Anderlecht                       | 2001               | presente     | 13             |                |
| Benito Díaz                          | Espanha                          | Real Sociedad                    | 1917               | 1927         | 10             |                |
| Jimmy Dickinson                      | Inglaterra                       | Portsmouth                       | 1946               | 1965         | 19             | 764            |
| Cornel Dinu                          | Roménia                          | Dinamo București                 | 1966               | 1983         | 17             | 454            |
| Johnny Dixon                         | Inglaterra                       | Aston Villa                      | 1945               | 1961         | 16             | 423            |
| Flavius Domide                       | Roménia                          | UTA Arad                         | 1966               | 1979         | 13             | 342            |
| Hans Dörre                           | Alemanha                         | Rot-Weiss Essen                  | 1965               | 1978         | 13             | 256            |
| Bryan Douglas                        | Inglaterra                       | Blackburn Rovers                 | 1952               | 1969         | 17             | 438            |
| Henrik Gustavsson                    | Suécia                           | FC Utrecht                       | 1997               | presente     |                |                |
| Ton du Chatinier                     | Países Baixos                    | Åtvidabergs FF                   | 1977               | 1987         | 10             | 235            |
| Peter Ducke                          | Alemanha Oriental                | FC Carl Zeiss Jena               | 1959               | 1977         | 18             | 352            |
| Dick Duckworth                       | Inglaterra                       | Manchester United                | 1903               | 1914         | 11             | 225            |
| Yuriy Dudynskyi                      | União Soviética                  | Shakhtar Donetsk                 | 1970               | 1979         | 10             | 239            |
| Alan Dunne                           | Irlanda                          | Millwall                         | 2002               | presente     | 11             | 280            |
| Bernd Dürnberger                     | Alemanha                         | Bayern München                   | 1972               | 1985         | 13             | 357            |
| Bill Eckersley                       | Inglaterra                       | Blackburn Rovers                 | 1947               | 1961         | 14             | 403            |
| Bryan Edwards                        | Inglaterra                       | Bolton Wanderers                 | 1947               | 1965         | 18             | 483            |
| Hans-Walter Eigenbrodt               | Alemanha Ocidental               | Eintracht Frankfurt              | 1955               | 1965         | 10             | 94             |
| Dieter Eilts                         | Alemanha                         | Werder Bremen                    | 1985               | 2002         | 17             | 390            |
| Ayfer Elmaștașoğlu                   | Turquia                          | Altay SK                         | 1961               | 1976         | 15             | 324            |
| John Elsworthy                       | País de Gales                    | Ipswich Town                     | 1949               | 1965         | 16             | 396            |
| Necmi Erdoğdu                        | Turquia                          | Galatasaray SK                   | 1944               | 1955         | 11             |                |
| Georg Ericson                        | Suécia                           | IFK Norrköping                   | 1938               | 1958         | 20             |                |
| Mithat Ertuğ                         | Turquia                          | Galatasaray SK                   | 1923               | 1933         | 10             |                |
| Rober Eryol                          | Turquia                          | Galatasaray SK                   | 1947               | 1959         | 12             | 79             |
| Jean-Luc Ettori                      | França                           | AS Monaco                        | 1977               | 1994         | 17             | 602            |
| Giacinto Facchetti                   | Itália                           | Internazionale                   | 1960               | 1978         | 18             | 476            |
| Giuseppe Facoetti                    | Itália                           | Atalanta                         | 1919               | 1930         | 11             |                |
| Kemal Faruki                         | Turquia                          | Galatasaray SK                   | 1923               | 1934         | 11             |                |
| Antonio Fayenz                       | Itália                           | Padova                           | 1919               | 1929         | 10             |                |
| Vladimir Fedotov                     | União Soviética                  | CSKA Moscou                      | 1960               | 1975         | 15             | 382            |
| Micky Fenton                         | Inglaterra                       | Middlesbrough                    | 1933               | 1950         | 17             | 240            |
| Bob Ferrier                          | Inglaterra                       | Motherwell                       | 1917               | 1937         | 20             | 626            |
| Christian Fiedler                    | Alemanha                         | Hertha Berlim                    | 1993               | 2009         | 16             | 234            |
| Andrei Finonchenko                   | Cazaquistão                      | Șahtior Karagandî                | 2001               | presente     | 12             | 270            |
| Dino Fiorini                         | Itália                           | Bologna                          | 1932               | 1943         | 11             |                |
| Alexandru Forminte                   | Roménia                          | Ceahlăul Piatra Neamț            | 2000               | 2013         | 13             | 247            |
| Waldemar Fornalik                    | Polónia                          | Ruch Chorzów                     | 1982               | 1994         | 12             | 233            |
| John Forrest                         | Inglaterra                       | Bury                             | 1966               | 1980         | 14             | 430            |
| Bill Foulkes                         | Inglaterra                       | Manchester United                | 1952               | 1969         | 18             | 566            |
| James Fowler                         | Escócia                          | Kilmarnock                       | 1997               | presente     | 16             |                |
| Fran González                        | Espanha                          | Deportivo La Coruña              | 1988               | 2005         | 17             | 550            |
| Redfern Froggatt                     | Inglaterra                       | Sheffield Wednesday              | 1945               | 1960         | 15             | 498            |
| Henry From                           | Dinamarca                        | AGF                              | 1948               | 1961         | 13             | 277            |
| Agustín Gaínza                       | Espanha                          | Athletic Bilbao                  | 1940               | 1959         | 19             | 381            |
| Agustín Gajate                       | Espanha                          | Real Sociedad                    | 1977               | 1992         | 15             | 367            |
| Giuseppe Gandini                     | Itália                           | Alessandria                      | 1921               | 1932         | 11             |                |
| Felice Gasperi                       | Itália                           | Bologna                          | 1924               | 1938         | 14             |                |
| Alberto Gatto                        | Itália                           | Reggina                          | 1953               | 1966         | 13             |                |
| Boris Gavrilov                       | União Soviética                  | Shinnik Yaroslavl                | 1971               | 1989         | 18             | 575            |
| Gaztelu                              | Espanha                          | Real Sociedad                    | 1967               | 1981         | 14             | 308            |
| Tommy Gemmell                        | Escócia                          | St. Mirren Football Club         | 1951               | 1962         | 11             | 264            |
| Pietro Genovesi                      | Itália                           | Bologna                          | 1919               | 1933         | 14             |                |
| Billy George                         | Inglaterra                       | Aston Villa                      | 1897               | 1911         | 14             | 356            |
| Leopold Gernhardt                    | Áustria                          | Rapid Wien                       | 1939               | 1955         | 16             | 208            |
| Viktor Getmanov                      | União Soviética                  | SKA Rostov-pe-Don                | 1962               | 1972         | 10             | 232            |
| Nigel Gibbs                          | Inglaterra                       | Watford                          | 1983               | 2002         | 19             | 407            |
| Ryan Giggs                           | País de Gales                    | Manchester United                | 1990               | presente     | 24             | 663            |
| Abba Gindin                          | Israel                           | Hapoel Haifa                     | 1964               | 1976         | 12             |                |
| Archie Glen                          | Escócia                          | Aberdeen                         | 1948               | 1960         | 12             | 203            |
| Jakob Glerup                         | Dinamarca                        | Viborg                           | 1994               | 2010         | 16             | 454            |
| Tommy Glidden                        | Inglaterra                       | West Bromwich Albion             | 1922               | 1936         | 14             | 445            |
| Vladimir Golubev                     | União Soviética                  | Zenit Leningrad                  | 1968               | 1981         | 13             | 335            |
| Zeki Gökbora                         | Turquia                          | Vefa SK                          | 1942               | 1952         | 12             | 122            |
| Kadri Göktulga                       | Turquia                          | Fenerbahçe SK                    | 1921               | 1931         | 10             |                |
| Valeri Gorbunov                      | União Soviética                  | Shakhtar Donetsk                 | 1972               | 1982         | 10             | 222            |
| Alberto Górriz                       | Espanha                          | Real Sociedad                    | 1979               | 1993         | 14             | 461            |
| Yannis Goumas                        | Grécia                           | Panathinaikos                    | 1994               | 2009         | 15             | 277            |
| Bernd Nickel                         | Alemanha Ocidental               | Eintracht Frankfurt              | 1968               | 1983         | 15             | 426            |
| Jürgen Grabowski                     | Alemanha Ocidental               | Eintracht Frankfurt              | 1965               | 1980         | 15             | 441            |
| Sígfrid Gràcia                       | Espanha                          | Barcelona                        | 1952               | 1966         | 14             | 231            |
| Dougie Gray                          | Escócia                          | Rangers                          | 1925               | 1947         | 22             | 490            |
| Eddie Gray                           | Escócia                          | Leeds United                     | 1965               | 1983         | 19             | 454            |
| Fred Gregory                         | Inglaterra                       | Watford                          | 1911               | 1926         | 15             | 311            |
| John Greig                           | Escócia                          | Rangers                          | 1961               | 1978         | 17             | 498            |
| Octavian Grigore                     | Roménia                          | Petrolul Ploiești                | 1981               | 2000         | 19             | 467            |
| Jürgen Gronau                        | Alemanha                         | St. Pauli                        | 1984               | 1997         | 13             | 318            |
| Wolfgang Grzyb                       | Alemanha                         | Eintracht Braunschweig           | 1965               | 1978         | 13             | 305            |
| Julen Guerrero                       | Espanha                          | Athletic Bilbao                  | 1992               | 2006         | 14             | 372            |
| Muharrem Gülergin                    | Turquia                          | Adana Demir SK                   | 1940               | 1957         | 17             |                |
| Bobby Gurney                         | Inglaterra                       | Sunderland                       | 1926               | 1939         | 13             | 388            |
| Carlos Gurpegi                       | Espanha                          | Athletic Bilbao                  | 2002               | presente     | 11             | 247            |
| Nevzat Güzelırmak                    | Turquia                          | Göztepe                          | 1958               | 1975         | 17             | 414            |
| Vladimir Gutsaev                     | União Soviética                  | Dinamo Tbilisi                   | 1971               | 1986         | 15             | 303            |
| Galip Haktanır                       | Turquia                          | Vefa SK                          | 1942               | 1955         | 13             | 207            |
| Grenville Hair                       | Inglaterra                       | Leeds United                     | 1948               | 1964         | 16             | 443            |
| Jim Hammond                          | Inglaterra                       | Fulham                           | 1928               | 1939         | 11             | 342            |
| Shéu Han                             | Portugal                         | Benfica                          | 1972               | 1989         | 17             | 349            |
| John Hansen                          | Escócia                          | Partick Thistle                  | 1967               | 1978         | 11             | 213            |
| Alan Harrington                      | País de Gales                    | Cardiff City                     | 1952               | 1966         | 14             | 348            |
| Peter Harris                         | Inglaterra                       | Portsmouth                       | 1946               | 1960         | 14             | 479            |
| Fred Hawkes                          | Inglaterra                       | Luton Town                       | 1899               | 1920         | 21             | 509            |
| Robert Hawkes                        | Inglaterra                       | Luton Town                       | 1900               | 1920         | 20             | 349            |
| Johnny Hayward                       | Inglaterra                       | Yeovil Town                      | 1906               | 1928         | 21             |                |
| Werner Heilig                        | Alemanha                         | Eintracht Frankfurt              | 1939               | 1957         | 18             | 355            |
| Eric Hellemons                       | Países Baixos                    | RBC Roosendaal                   | 1988               | 2005         | 17             | 358            |
| Robert Herbin                        | França                           | Saint-Étienne                    | 1957               | 1975         | 16             | 413            |
| Tony Hibbert                         | Inglaterra                       | Everton                          | 2000               | presente     | 13             | 259            |
| Christian Hochstätter                | Alemanha                         | Borussia Mönchengladbach         | 1982               | 1998         | 16             | 339            |
| Alan Hodgkinson                      | Inglaterra                       | Sheffield United                 | 1954               | 1971         | 17             | 576            |
| Hermann Höfer                        | Alemanha Ocidental               | Eintracht Frankfurt              | 1953               | 1967         | 14             | 292            |
| Nick Holmes                          | Inglaterra                       | Southampton                      | 1972               | 1987         | 15             | 444            |
| Tor Egil Horn                        | Noruega                          | Bodø/Glimt                       | 1996               | 2007         | 12             |                |
| Lars Høgh                            | Dinamarca                        | Odense Boldklub                  | 1977               | 2000         | 23             | 817            |
| Frank Hudspeth                       | Inglaterra                       | Newcastle United                 | 1910               | 1929         | 19             | 472            |
| Saim İdemen                          | Turquia                          | Vefa SK                          | 1929               | 1944         | 15             | 99             |
| Anatoli Ilyin                        | União Soviética                  | Spartak Moscova                  | 1949               | 1962         | 13             | 224            |
| Andrés Iniesta                       | Espanha                          | Barcelona                        | 2002               | presente     | 11             | 302            |
| Konstantinos Iosifidis               | Grécia                           | PAOK                             | 1971               | 1985         | 15             | 397            |
| Andoni Iraola                        | Espanha                          | Athletic Bilbao                  | 2003               | presente     | 10             | 350            |
| José Ángel Iribar                    | Espanha                          | Athletic Bilbao                  | 1962               | 1980         | 18             | 466            |
| Branko Ivanković                     | Iugoslávia                       | Varteks                          | 1979               | 1990         | 12             | 263            |
| Aleksandr Ivanov                     | União Soviética                  | Zenit Leningrad                  | 1950               | 1960         | 10             | 220            |
| Valentin Ivanov                      | União Soviética                  | Torpedo Moscova                  | 1952               | 1966         | 14             | 286            |
| Kenny Jackett                        | País de Gales                    | Watford                          | 1980               | 1990         | 10             | 337            |
| Glyn James                           | País de Gales                    | Blackpool                        | 1960               | 1975         | 15             | 399            |
| Harold Jarman                        | Inglaterra                       | Bristol Rovers                   | 1959               | 1973         | 14             | 452            |
| Aage Rou Jensen                      | Dinamarca                        | AGF                              | 1941               | 1962         | 21             | 410            |
| Bjarne Jensen                        | Dinamarca                        | Brøndby                          | 1976               | 1992         | 16             | 556            |
| Živorad Jevtić                       | Iugoslávia                       | Red Star Belgrade                | 1963               | 1975         | 12             | 157            |
| Joaquín Alonso                       | Espanha                          | Sporting Gijón                   | 1977               | 1992         | 15             | 514            |
| Søren Jochumsen                      | Dinamarca                        | AC Horsens                       | 1994               | 2012         | 18             | 521            |
| Åke Johansson                        | Suécia                           | IFK Norrköping                   | 1948               | 1966         | 18             | 321            |
| Marvin Johnson                       | Inglaterra                       | Luton Town                       | 1987               | 2002         | 15             | 373            |
| Harry Johnston                       | Inglaterra                       | Blackpool                        | 1934               | 1955         | 21             | 398            |
| André\|Kabile                        | França                           | Nîmes Olympique                  | 1966               | 1979         | 13             |                |
| Sotiris Kaiafas                      | Chipre                           | Omonia                           | 1967               | 1984         | 17             | 388            |
| Józef Kałuża                         | Polónia                          | KS Cracovia                      | 1912               | 1931         | 19             |                |
| Uwe Kamps                            | Alemanha                         | Borussia Mönchengladbach         | 1982               | 2004         | 22             | 457            |
| Edgar Kail                           | Inglaterra                       | Dulwich Hamlet                   | 1919               | 1933         | 14             |                |
| Yawhen Kapaw                         | Bielorrússia                     | Dnepr Mahilyow                   | 1993               | 2012         | 19             |                |
| Vangel Kaundjiev                     | Bulgária                         | Botev Plovdiv                    | 1927               | 1942         | 15             |                |
| Bob Keeton                           | Inglaterra                       | Torquay United                   | 1937               | 1949         | 12             | 77             |
| Mustafa Kefeli                       | Turquia                          | Vefa SK                          | 1931               | 1945         | 14             | 126            |
| Piet Keizer                          | Países Baixos                    | Ajax                             | 1960               | 1975         | 15             | 364            |
| Tore Keller                          | Suécia                           | IK Sleipner                      | 1924               | 1940         | 16             | 305            |
| Gary Kelly                           | Irlanda                          | Leeds United                     | 1991               | 2007         | 16             | 504            |
| Hugh Kelly                           | Escócia                          | Blackpool                        | 1943               | 1960         | 17             | 428            |
| Dzhemal Kherhadze                    | União Soviética                  | Torpedo Kutaisi                  | 1962               | 1976         | 15             |                |
| Werner Kik                           | Alemanha                         | Rot-Weiss Essen                  | 1960               | 1970         | 10             |                |
| Ledley King                          | Inglaterra                       | Tottenham Hotspur                | 1998               | 2012         | 14             | 251            |
| Fikret Kırcan                        | Turquia                          | Fenerbahçe SK                    | 1935               | 1956         | 21             |                |
| Barry Kitchener                      | Inglaterra                       | Millwall                         | 1967               | 1982         | 16             | 523            |
| Mehmet Kızılgül                      | Turquia                          | Vefa SK                          | 1935               | 1947         | 12             | 85             |
| Jürgen Klopp                         | Alemanha                         | Mainz 05                         | 1990               | 2001         | 11             | 325            |
| Alan Knight                          | Inglaterra                       | Portsmouth                       | 1978               | 2000         | 22             |                |
| Peter Knowles                        | Inglaterra                       | Wolverhampton Wanderers          | 1962               | 1982         | 20             | 174            |
| Hans-Jürgen Kreische                 | Alemanha Oriental                | Dynamo Dresden                   | 1964               | 1978         | 14             | 256            |
| Tonde Kruijk                         | Países Baixos                    | FC Utrecht                       | 1976               | 1988         | 12             | 289            |
| Uğur Köken                           | Turquia                          | Galatasaray SK                   | 1959               | 1973         | 14             | 292            |
| Hans-Jürgen Köper                    | Alemanha                         | VfL Bochum                       | 1970               | 1980         | 10             | 171            |
| Karl-Heinz Körbel                    | Alemanha                         | Eintracht Frankfurt              | 1972               | 1991         | 19             | 602            |
| Bülent Korkmaz                       | Turquia                          | Galatasaray SK                   | 1987               | 2005         | 18             | 630            |
| Robert Körner                        | Áustria                          | Rapid Wien                       | 1942               | 1958         | 16             | 213            |
| Inaxio Kortabarria                   | Espanha                          | Real Sociedad                    | 1971               | 1985         | 14             | 355            |
| Gennadi Krasnitsky                   | União Soviética                  | Pakhtakor Tashkent               | 1960               | 1970         | 10             | 245            |
| Anatoliy Kuksov                      | União Soviética                  | Zaria Lugansk                    | 1969               | 1985         | 17             | 517            |
| Aleksandr Kupriyanov                 | União Soviética                  | Krîlia Sovetov Samara            | 1970               | 1980         | 10             | 328            |
| Anders Kure                          | Dinamarca                        | AGF                              | 2003               | presente     | 10             | 195            |
| Muhteșem Kural                       | Turquia                          | Vefa SK                          | 1929               | 1944         | 15             | 183            |
| Hakan Kutlu                          | Turquia                          | MKE Ankaragücü SK                | 1992               | 2007         | 15             | 244            |
| Avni Kurgan                          | Turquia                          | Galatasaray SK                   | 1929               | 1940         | 11             | 85             |
| Ernst Kuzorra                        | Alemanha                         | Schalke 04                       | 1927               | 1950         | 23             |                |
| Brian Labone                         | Inglaterra                       | Everton                          | 1958               | 1971         | 13             | 451            |
| Paul Lake                            | Inglaterra                       | Manchester City                  | 1986               | 1996         | 10             | 110            |
| Raoul Lambert                        | Bélgica                          | Club Brugge                      | 1962               | 1980         | 18             | 373            |
| Ray Lambert                          | País de Gales                    | Liverpool                        | 1939               | 1956         | 17             | 308            |
| Juan Antonio Larrañaga               | Espanha                          | Real Sociedad                    | 1980               | 1994         | 14             | 460            |
| Aitor Larrazábal                     | Espanha                          | Athletic Bilbao                  | 1990               | 2004         | 14             | 390            |
| Eddie Latheron                       | Inglaterra                       | Blackburn Rovers                 | 1906               | 1917         | 11             |                |
| Frode Lafton                         | Noruega                          | Hønefoss BK                      | 1994               | 2013         | 19             | 523            |
| Tommy Law                            | Escócia                          | Chelsea                          | 1925               | 1939         | 14             | 318            |
| Matthew Le Tissier                   | Inglaterra                       | Southampton                      | 1986               | 2002         | 16             | 443            |
| Mehmet Leblebi                       | Turquia                          | Galatasaray SK                   | 1922               | 1936         | 14             |                |
| John Leeuwerik                       | Países Baixos                    | De Graafschap                    | 1981               | 1992         | 11             |                |
| Leo Lemešić                          | Jugoslávia                       | Hajduk Split                     | 1924               | 1940         | 16             |                |
| Jim Lewis                            | País de Gales                    | Watford                          | 1931               | 1944         | 13             | 111            |
| Billy Liddell                        | Escócia                          | Liverpool                        | 1939               | 1961         | 22             | 534            |
| Dieter Lieberwirth                   | Alemanha                         | 1. FC Nuremberg                  | 1975               | 1989         | 14             | 270            |
| Dieter Lindner                       | Alemanha Ocidental               | Eintracht Frankfurt              | 1956               | 1971         | 15             | 321            |
| Nat Lofthouse                        | Inglaterra                       | Bolton Wanderers                 | 1939               | 1960         | 21             | 452            |
| Gennady Logofet                      | União Soviética                  | Spartak Moscova                  | 1960               | 1975         | 15             | 349            |
| Terry Long                           | Inglaterra                       | Crystal Palace                   | 1955               | 1969         | 14             | 442            |
| Jim Cannon                           | Inglaterra                       | Crystal Palace                   | 1972               | 1988         | 16             | 571            |
| Juan Manuel López                    | Espanha                          | Atlético Madrid                  | 1990               | 2001         | 11             | 156            |
| Giacomo Losi                         | Itália                           | Roma                             | 1955               | 1969         | 14             | 386            |
| Cesare Lovati                        | Itália                           | Milan                            | 1910               | 1922         | 12             | 104            |
| Bill Luckett                         | Inglaterra                       | Southampton                      | 1927               | 1937         | 10             | 219            |
| Tom Lund                             | Noruega                          | Lillestrøm SK                    | 1967               | 1982         | 15             | 253            |
| Konstantin Lyaskovskiy               | União Soviética                  | ȚSKA Moscova                     | 1926               | 1949         | 24             | -              |
| Paul Madeley                         | Inglaterra                       | Leeds United                     | 1963               | 1980         | 17             | 536            |
| Sepp Maier                           | Alemanha Ocidental               | Bayern München                   | 1965               | 1980         | 15             | 442            |
| Vyacheslav Malafeev                  | Rússia                           | Zenit St. Petersburg             | 1999               | presente     | 13             | 302            |
| Paolo Maldini                        | Itália                           | Milan                            | 1984               | 2009         | 25             | 647            |
| Maurice Malpas                       | Escócia                          | Dundee United                    | 1979               | 2000         | 21             | 617            |
| Vladimir Maminov                     | Rússia                           | Lokomotiv Moscova                | 1992               | 2008         | 16             | 400            |
| Stelios Manolas                      | Grécia                           | AEK Atena                        | 1979               | 1998         | 19             | 448            |
| Ljupčo Markovski                     | Macedónia do Norte               | FK Vardar                        | 1985               | 1999         | 14             | 149            |
| José María Martínez                  | Espanha                          | Real Sociedad                    | 1962               | 1976         | 14             | 373            |
| René Masclaux                        | França                           | Reims                            | 1963               | 1979         | 16             |                |
| Ray Mathias                          | Inglaterra                       | Tranmere Rovers                  | 1964               | 1985         | 21             | 567            |
| Sandro Mazzola                       | Itália                           | Internazionale                   | 1961               | 1977         | 16             | 417            |
| Ian McAllister                       | Escócia                          | Ayr United                       | 1977               | 1991         | 14             | 405            |
| Ian McColl                           | Escócia                          | Rangers                          | 1945               | 1960         | 15             | 362            |
| Tony McDonnell                       | Irlanda                          | University College Dublin A.F.C. | 1993               | 2007         | 14             | 308            |
| Jackie McGrory                       | Escócia                          | Kilmarnock                       | 1960               | 1973         | 13             | 336            |
| Donald McKinlay                      | Escócia                          | Liverpool                        | 1910               | 1929         | 19             | 434            |
| Robert "Bobby" McKinlay              | Escócia                          | Nottingham Forest                | 1949               | 1969         | 20             | 614            |
| Billy McNeill                        | Escócia                          | Celtic                           | 1958               | 1975         | 17             | 486            |
| Paul McStay                          | Escócia                          | Celtic                           | 1981               | 1997         | 16             | 514            |
| Norrie McWhirter                     | Escócia                          | St. Mirren Football Club         | 1986               | 1999         | 13             | 276            |
| John McDermott                       | Inglaterra                       | Grimsby Town                     | 1987               | 2007         | 20             | 647            |
| David Meiklejohn                     | Escócia                          | Rangers                          | 1919               | 1936         | 17             | 490            |
| Yosef Merimovich                     | Israel                           | Maccabi Tel Aviv                 | 1940               | 1958         | 18             |                |
| Werner Melzer                        | Alemanha                         | Kaiserslautern                   | 1974               | 1986         | 12             | 374            |
| Franz Merkhoffer                     | Alemanha                         | Eintracht Braunschweig           | 1968               | 1984         | 16             | 496            |
| Giorgos Merkis                       | Chipre                           | Apollon                          | 2001               | presente     | 11             |                |
| Gil Merrick                          | Inglaterra                       | Birmingham City                  | 1946               | 1960         | 14             | 485            |
| Biser Mihaylov                       | Bulgária                         | Levski Sofia                     | 1961               | 1975         | 14             | 226            |
| Brian Miller                         | Inglaterra                       | Burnley                          | 1955               | 1966         | 11             | 379            |
| Willie Miller                        | Escócia                          | Aberdeen                         | 1972               | 1990         | 18             | 558            |
| Dolo Mistone                         | Itália                           | Napoli                           | 1955               | 1966         | 11             |                |
| Lachezar Mladenov                    | Bulgária                         | Sportist Svoge                   | 2002               | presente     | 11             |                |
| Jürgen Moll                          | Alemanha                         | Eintracht Braunschweig           | 1957               | 1968         | 11             | 280            |
| Joaquín Montañés                     | Alemanha Ocidental               | Alemannia Aachen                 | 1972               | 1989         | 17             | 542            |
| Mario Montesanto                     | Itália                           | Bologna                          | 1930               | 1942         | 12             |                |
| Charlie Moore                        | Inglaterra                       | Bradford City                    | 1926               | 1939         | 13             | 339            |
| Ronnie Moran                         | Inglaterra                       | Liverpool                        | 1952               | 1968         | 16             | 343            |
| Max Morlock                          | Alemanha                         | 1. FC Nuremberg                  | 1940               | 1964         | 24             | 472            |
| Chris Morrow                         | Irlanda do Norte                 | Crusaders                        | 2002               | presente     | 11             | 234            |
| Bob Morton                           | Inglaterra                       | Luton Town                       | 1946               | 1964         | 18             | 495            |
| Vagnur Mohr Mortensen                | Ilhas Faroe                      | HB Tórshavn                      | 1999               | 2012         | 13             | 155            |
| Yuriy Moskalets                      | União Soviética                  | Vorskla Poltava                  | 1964               | 1981         | 17             |                |
| Eduard Mudrik                        | União Soviética                  | Dinamo Moscova                   | 1957               | 1968         | 11             | 172            |
| Mario Muscat                         | Malta                            | Hibernians                       | 1993               | presente     | 20             |                |
| Alexandru Neagu                      | Roménia                          | Rapid București                  | 1965               | 1978         | 13             | 286            |
| Mehmet Reșat Nayır                   | Turquia                          | Fenerbahçe SK                    | 1928               | 1940         | 12             |                |
| Jackie Neilson                       | Escócia                          | St. Mirren Football Club         | 1949               | 1960         | 11             | 215            |
| Tamagnini Nené                       | Portugal                         | Benfica                          | 1967               | 1986         | 19             |                |
| Andriy Nesmachnyi                    | Ucrânia                          | Dynamo Kyiv                      | 1998               | 2011         | 13             | 227            |
| Igor Netto                           | União Soviética                  | Spartak Moscova                  | 1948               | 1966         | 18             |                |
| Frank Neubarth                       | Alemanha                         | Werder Bremen                    | 1982               | 1996         | 14             |                |
| Gary Neville                         | Inglaterra                       | Manchester United                | 1992               | 2011         | 19             | 400            |
| Per Nielsen                          | Dinamarca                        | Brøndby                          | 1993               | 2008         | 15             | 394            |
| Poul Nielsen                         | Dinamarca                        | KB                               | 1907               | 1927         | 20             | 201            |
| Bill Nicholson                       | Inglaterra                       | Tottenham Hotspur                | 1938               | 1955         | 17             |                |
| Jim Nildén                           | Suécia                           | AIK                              | 1961               | 1971         | 11             | 124            |
| Daniel Nilsson                       | Suécia                           | Mjällby AIF                      | 2002               | presente     | 11             | 266            |
| Colin Nixon                          | Irlanda do Norte                 | Glentoran                        | 1995               | presente     | 18             |                |
| Tore Nordtvedt                       | Noruega                          | Brann                            | 1963               | 1979         | 17             |                |
| Arne Nyberg                          | Suécia                           | IFK Göteborg                     | 1932               | 1950         | 18             |                |
| Kevin O'Connor                       | Irlanda                          | Brentford                        | 1999               | presente     | 14             |                |
| Tarik Okanović                       | Predefinição:Country data Bosnia | Sloboda Tuzla                    | 2000               | 2011         | 11             |                |
| Julio Olaizola                       | Espanha                          | Real Sociedad                    | 1974               | 1985         | 11             |                |
| Tommy Orr                            | Escócia                          | Greenock Morton                  | 1946               | 1958         | 12             | 257            |
| José María Orúe                      | Espanha                          | Athletic Bilbao                  | 1950               | 1968         | 18             |                |
| Wolfgang Overath                     | Alemanha                         | 1. FC Köln                       | 1963               | 1977         | 15             |                |
| Ahmet Özacar                         | Turquia                          | Beșiktaș J.K.                    | 1955               | 1971         | 16             | 372            |
| Boris Paichadze                      | União Soviética                  | Dinamo Tbilisi                   | 1936               | 1951         | 15             |                |
| Bob Paisley                          | Inglaterra                       | Liverpool                        | 1939               | 1954         | 15             | 253            |
| Yevhen Panfilov                      | União Soviética                  | Metalist Kharkiv                 | 1958               | 1969         | 12             | 312            |
| Daniil Papadopoulos                  | Grécia                           | Iraklis                          | 1981               | 1998         | 17             | 419            |
| Claude Papi                          | França                           | SC Bastia                        | 1967               | 1982         | 15             | 410            |
| Tommy Parker                         | Inglaterra                       | Ipswich Town                     | 1946               | 1957         | 11             |                |
| Harry Parkes                         | Inglaterra                       | Aston Villa                      | 1939               | 1955         | 16             |                |
| Tony Parkes                          | Inglaterra                       | Blackburn Rovers                 | 1970               | 1982         | 12             |                |
| Ezio Pascutti                        | Itália                           | Bologna                          | 1955               | 1969         | 14             |                |
| Keith Peacock                        | Inglaterra                       | Charlton Athletic                | 1962               | 1979         | 14             |                |
| Trond Pedersen                       | Noruega Norway                   | Start                            | 1973               | 1984         | 11             |                |
| Pedro                                | Portugal                         | Paços de Ferreira                | 1993               | 2009         | 16             |                |
| Frank Penn                           | Inglaterra                       | Fulham                           | 1915               | 1934         | 19             |                |
| Jesse Pennington                     | Inglaterra                       | West Bromwich Albion             | 1903               | 1922         | 19             |                |
| Natalio Pescia                       | Argentina                        | Boca Juniors                     | 1942               | 1957         | 15             | 347            |
| Hans Pesser                          | Áustria                          | Rapid Wien                       | 1930               | 1942         | 12             | 146            |
| Sergei Petrenko                      | União Soviética                  | Torpedo Moscova                  | 1972               | 1985         | 13             | 276            |
| Muslihittin Peykoğlu                 | Turquia                          | Galatasaray SK                   | 1921               | 1934         | 15             |                |
| Hans Pflügler                        | Alemanha                         | Bayern München                   | 1981               | 1992         | 11             |                |
| Mario Pietruzzi                      | Itália                           | Alessandria                      | 1938               | 1953         | 15             |                |
| Jack Pinder                          | Inglaterra                       | York City                        | 1932               | 1948         | 16             |                |
| João Pinto                           | Portugal                         | Porto                            | 1981               | 1997         | 16             |                |
| Sepp Piontek                         | Alemanha Ocidental               | Werder Bremen                    | 1960               | 1972         | 12             | 278            |
| Adnan İbrahim Pirioğlu               | Turquia                          | Galatasaray SK                   | 1908               | 1921         | 13             |                |
| Marc Planus                          | França                           | Bordeaux                         | 2002               | presente     | 11             |                |
| Christophe Point                     | França                           | Caen                             | 1981               | 1995         | 14             |                |
| Fritz Pott                           | Alemanha Ocidental               | 1. FC Köln                       | 1958               | 1970         | 12             |                |
| Billy Poulson                        | Inglaterra                       | Port Vale                        | 1879               | 1891         | 12             | 34             |
| Steve Powell                         | Inglaterra                       | Derby County                     | 1971               | 1985         | 14             | 352            |
| Christos Poyiatzis                   | Chipre                           | Ethnikos Achnas                  | 1995               | presente     | 18             | 363            |
| Dieter Prestin                       | Alemanha Ocidental               | 1. FC Köln                       | 1975               | 1989         | 14             |                |
| Mario Pretto                         | Itália                           | Napoli                           | 1937               | 1949         | 12             |                |
| Xabi Prieto                          | Espanha                          | Real Sociedad                    | 2003               | presente     | 10             | 314            |
| Claude Puel                          | França                           | AS Monaco                        | 1979               | 1996         | 17             |                |
| Selahattin Pural                     | Turquia                          | Vefa SK                          | 1929               | 1942         | 13             | 112            |
| Carles Puyol                         | Espanha                          | Barcelona                        | 1999               | presente     | 13             | 374            |
| Johan Radet                          | França                           | Auxerre                          | 1996               | 2007         | 11             |                |
| Jos Randles                          | Inglaterra                       | Port Vale                        | 1885               | 1899         | 14             | 37             |
| Steffen Rasmussen                    | Dinamarca                        | AGF                              | 2002               | presente     | 11             | 322            |
| Doug Rees                            | País de Gales                    | Ipswich Town                     | 1948               | 1959         | 11             | 356            |
| Joaquim Serafim "Quim"               | Portugal                         | Vitória F.C.                     | 1986               | 2000         | 14             | 301            |
| Lawrie Reilly                        | Escócia                          | Hibernian                        | 1946               | 1958         | 13             |                |
| Lars Ricken                          | Alemanha                         | Borussia Dortmund                | 1993               | 2007         | 14             | 301            |
| Guillermo Ríos                       | Argentina                        | Independiente                    | 1984               | 1997         | 13             | 358            |
| Ola By Rise                          | Noruega                          | Rosenborg                        | 1977               | 1995         | 18             |                |
| Ahmet Robenson                       | Turquia                          | Galatasaray SK                   | 1905               | 1915         | 10             |                |
| Garreth Roberts                      | Inglaterra                       | Hull City                        | 1978               | 1991         | 13             | 409            |
| José Francisco Rojo                  | Espanha                          | Athletic Bilbao                  | 1965               | 1982         | 17             | 413            |
| Helmut Roleder                       | Alemanha Ocidental               | VfB Stuttgart                    | 1972               | 1986         | 14             |                |
| Giacomo Rolla                        | Itália                           | Genoa                            | 1910               | 1921         | 11             |                |
| Livio Roncoli                        | Itália                           | Atalanta                         | 1949               | 1963         | 14             |                |
| Axel Roos                            | Alemanha Ocidental               | 1. FC Kaiserslautern             | 1984               | 2001         | 17             |                |
| Franz Roth                           | Alemanha Ocidental               | Bayern München                   | 1966               | 1981         | 15             |                |
| Richard Rufus                        | Inglaterra                       | Charlton Athletic                | 1993               | 2004         | 11             |                |
| Fred Rutten                          | Países Baixos                    | Twente                           | 1979               | 1992         | 13             |                |
| Keith Ryan                           | Inglaterra                       | Wycombe Wanderers                | 1990               | 2006         | 16             |                |
| Henrik Rydström                      | Suécia                           | Kalmar FF                        | 1993               | presente     | 20             | 516            |
| Ted Sagar                            | Inglaterra                       | Everton                          | 1929               | 1953         | 24             |                |
| Faruk Sağnak                         | Turquia                          | Beșiktaș JK                      | 1944               | 1955         | 11             |                |
| Manuel Sanchís                       | Espanha                          | Real Madrid                      | 1983               | 2001         | 18             | 524            |
| Valentyn Sapronov                    | União Soviética                  | Shakhtar Donetsk                 | 1952               | 1963         | 12             | 205            |
| Fernando Saraceni                    | Itália                           | Lazio                            | 1907               | 1924         | 17             |                |
| Stavros Sarafis                      | Grécia                           | PAOK                             | 1968               | 1981         | 14             |                |
| Sanlı Sarıalioğlu                    | Turquia                          | Beșiktaș JK                      | 1962               | 1975         | 13             | 315            |
| Sabri Sarıoğlu                       | Turquia                          | Galatasaray SK                   | 2002               | presente     | 11             | 253            |
| György Sárosi                        | Hungria                          | Ferencvárosi                     | 1931               | 1948         | 17             |                |
| Mehmet Salim Șatıroğlu               | Turquia                          | Galatasaray SK                   | 1932               | 1949         | 17             | 211            |
| Jesús María Satrústegui              | Espanha                          | Real Sociedad                    | 1973               | 1986         | 13             | 297            |
| Marinos Satsias                      | Chipre                           | APOEL                            | 1995               | presente     | 18             | 282            |
| Hüsnü Savman                         | Turquia                          | Beșiktaș JK                      | 1927               | 1944         | 17             |                |
| Mustafa Șenkal                       | Turquia                          | Vefa SK                          | 1942               | 1953         | 11             | 151            |
| Turgay Semercioğlu                   | Turquia                          | Trabzonspor                      | 1973               | 1988         | 15             | 402            |
| Kemal Serdar                         | Turquia                          | Trabzonspor                      | 1983               | 1995         | 12             | 357            |
| Hüseyin Seyid                        | Turquia                          | Vefa SK                          | 1929               | 1945         | 16             | 146            |
| Cevat Seyit                          | Turquia                          | Fenerbahçe SK                    | 1925               | 1937         | 12             |                |
| Aurelio Scagnellato                  | Itália                           | Padova                           | 1951               | 1964         | 13             |                |
| Alessandro Scarioni                  | Itália                           | Milan                            | 1908               | 1921         | 13             |                |
| Thomas Schaaf                        | Alemanha                         | Werder Bremen                    | 1978               | 1994         | 16             | 281            |
| Angelo Schiavio                      | Itália                           | Bologna                          | 1922               | 1938         | 16             |                |
| Andreas Schmidt                      | Alemanha                         | Hertha BSC Berlin                | 1991               | 2008         | 17             |                |
| Walter Schmidt                       | Alemanha                         | Eintracht Braunschweig           | 1959               | 1969         | 10             | 317            |
| Paul Scholes                         | Inglaterra                       | Manchester United                | 1994               | 2013         | 19             | 493            |
| Peter Schöttel                       | Áustria                          | Rapid Wien                       | 1986               | 2001         | 15             | 436            |
| Arnold Schütz                        | Alemanha Ocidental               | Werder Bremen                    | 1955               | 1972         | 17             |                |
| Yisha'ayahu Schwager                 | Israel                           | Maccabi Haifa                    | 1962               | 1976         | 14             | 360            |
| Hans-Georg Schwarzenbeck             | Alemanha Ocidental               | Bayern München                   | 1966               | 1979         | 13             |                |
| Thomas Müller                        | Alemanha                         | Bayern München                   | 2008               | presente     | 16             | 710            |
| Yuri Sedov                           | União Soviética                  | Spartak Moscova                  | 1947               | 1959         | 12             |                |
| Uwe Seeler                           | Alemanha Ocidental               | Hamburger SV                     | 1953               | 1972         | 19             |                |
| Niyazi Sel                           | Turquia                          | Fenerbahçe SK                    | 1928               | 1938         | 10             |                |
| Ger Senden                           | Países Baixos                    | Roda JC                          | 1989               | 2008         | 19             |                |
| Turgay Șeren                         | Turquia                          | Galatasaray SK                   | 1947               | 1967         | 20             | 341            |
| Joe Shaw                             | Inglaterra                       | Sheffield United                 | 1945               | 1966         | 21             |                |
| Ron Shaw                             | Inglaterra                       | Torquay United                   | 1946               | 1958         | 12             |                |
| Bert Shelley                         | Inglaterra                       | Southampton                      | 1919               | 1932         | 13             |                |
| Ken Shellito                         | Inglaterra                       | Chelsea                          | 1957               | 1969         | 12             |                |
| Albert Shesternyov                   | União Soviética                  | CSKA Moscova                     | 1959               | 1972         | 13             |                |
| Dani Shmulevich-Rom                  | Israel                           | Maccabi Haifa                    | 1958               | 1973         | 15             | 283            |
| Roman Shneyderman                    | União Soviética                  | Dnipro Dnipropetrovsk            | 1966               | 1977         | 11             | 360            |
| Itzhak Shum                          | Israel                           | Hapoel Kfar Saba                 | 1964               | 1983         | 18             | 504            |
| Viktor Shustikov                     | União Soviética                  | Torpedo Moscova                  | 1958               | 1973         | 15             |                |
| Dmytro Shutkov                       | Ucrânia                          | Shakhtar Donetsk                 | 1991               | 2008         | 17             | 267            |
| Eric Sikora                          | França                           | Lens                             | 1985               | 2004         | 19             | 511            |
| Andrei Sitchikhin                    | Rússia                           | Neftekhimik                      | 1991               | 2005         | 15             | 428            |
| Tommy Smart                          | Inglaterra                       | Aston Villa                      | 1920               | 1934         | 14             |                |
| Alan Smith                           | Escócia                          | Torquay United                   | 1957               | 1969         | 12             |                |
| Alex Smith                           | Escócia                          | Rangers                          | 1894               | 1915         | 21             |                |
| Doug Smith                           | Escócia                          | Dundee United                    | 1958               | 1976         | 18             | 456            |
| Nikolai Smolnikov                    | União Soviética                  | Neftchi Baku                     | 1967               | 1979         | 12             |                |
| Allan Søgaard                        | Dinamarca                        | AC Horsens                       | 1995               | 2010         | 15             | 304            |
| Francisco Soler                      | Espanha                          | Mallorca                         | 1990               | 2004         | 14             | 339            |
| Vadym Sosnykhin                      | União Soviética                  | Dynamo Kyiv                      | 1960               | 1973         | 13             | 291            |
| Hélio Sousa                          | Portugal                         | Vitória de Setúbal               | 1987               | 2005         | 18             |                |
| Eddie Spicer                         | Inglaterra                       | Liverpool                        | 1939               | 1954         | 15             | 168            |
| Zeki Rıza Sporel                     | Turquia                          | Fenerbahçe SK                    | 1916               | 1934         | 18             |                |
| Roy Sproson                          | Inglaterra                       | Port Vale                        | 1950               | 1972         | 22             | 760            |
| Dirk Stahmann                        | Alemanha                         | 1. FC Magdeburg                  | 1978               | 1994         | 16             |                |
| Constantin Stancu                    | Roménia                          | Argeș Pitești                    | 1976               | 1990         | 14             | 447            |
| Keith Stevens                        | Inglaterra                       | Millwall                         | 1981               | 1998         | 17             | 462            |
| George Stevenson                     | Escócia                          | Motherwell                       | 1923               | 1939         | 16             | 510            |
| Ron Stitfall                         | País de Gales                    | Cardiff City                     | 1947               | 1964         | 17             |                |
| Hermann Stöcker                      | Alemanha Oriental                | 1. FC Magdeburg                  | 1956               | 1969         | 13             |                |
| Georgi Stoychev                      | Bulgária                         | Vidima-Rakovski                  | 1996               | presente     | 17             |                |
| Trond Strande                        | Noruega                          | Molde                            | 1991               | 2007         | 16             |                |
| Heinz Strehl                         | Alemanha Ocidental               | 1. FC Nuremberg                  | 1958               | 1970         | 13             | 300            |
| Eduard Streltsov                     | União Soviética                  | Torpedo Moscova                  | 1954               | 1970         | 16             |                |
| Orlando Strinati                     | Itália                           | Ternana                          | 1937               | 1954         | 17             |                |
| Francisco Stromp                     | Portugal                         | Sporting CP                      | 1908               | 1924         | 16             |                |
| Brian Stubbs                         | Inglaterra                       | Notts County                     | 1968               | 1980         | 12             |                |
| Paul Sturrock                        | Escócia                          | Dundee United                    | 1974               | 1989         | 15             | 384            |
| Albert Sukop                         | Alemanha                         | Eintracht Braunschweig           | 1930               | 1948         | 18             |                |
| Sjaak Swart                          | Países Baixos                    | Ajax                             | 1956               | 1973         | 17             | 461            |
| Władysław Szczepaniak                | Polónia                          | Polonia Varșovia                 | 1926               | 1946         | 20             | 172            |
| Fritz Szepan                         | Alemanha                         | Schalke 04                       | 1930               | 1950         | 20             |                |
| Zsolt Szilágyi                       | Roménia                          | Universitatea Cluj               | 1998               | presente     | 15             | 181            |
| Ferenc Szusza                        | Hungria                          | Újpest                           | 1941               | 1960         | 19             | 462            |
| Rasim Tagirbekov                     | Rússia                           | Anzhi                            | 2003               | presente     | 10             | 290            |
| Mehmet Ali Tanman                    | Turquia                          | Beșiktaș J.K.                    | 1932               | 1947         | 15             | 227            |
| Stuart Taylor                        | Inglaterra                       | Bristol Rovers                   | 1965               | 1980         | 15             | 546            |
| Hortensio "Tensi" Fernández Extravis | Espanha                          | Real Oviedo                      | 1965               | 1978         | 13             | 354            |
| Willie Thornton                      | Escócia                          | Rangers                          | 1936               | 1954         | 18             |                |
| Søren Thorst                         | Dinamarca                        | AaB                              | 1983               | 1996         | 13             | 371            |
| Edward Threlfall                     | Inglaterra                       | Blackpool                        | 1900               | 1911         | 11             |                |
| Fred Tilson                          | Inglaterra                       | Manchester City                  | 1928               | 1939         | 11             | 264            |
| Giuseppe Tinaglia                    | Itália                           | Palermo                          | 1932               | 1943         | 11             |                |
| Cătălin Tofan                        | Roménia                          | Oțelul Galați                    | 1988               | 2003         | 15             | 390            |
| Muzaffer Tokaç                       | Turquia                          | Galatasaray SK                   | 1942               | 1955         | 13             | 146            |
| Dick Tol                             | Países Baixos                    | RKSV Volendam                    | 1955               | 1967         | 12             |                |
| Francesco Totti                      | Itália                           | Roma                             | 1992               | 2017         | 25             | 593            |
| Derek Tracey                         | Irlanda                          | Shamrock Rovers                  | 1989               | 2006         | 17             |                |
| Eberhard Trautner                    | Alemanha                         | VfB Stuttgart                    | 1986               | 2001         | 15             |                |
| Tommy Traynor                        | Inglaterra                       | Southampton                      | 1952               | 1966         | 14             |                |
| Giuseppe Trivellini                  | Itália                           | Brescia                          | 1911               | 1930         | 19             |                |
| John Trollope                        | Inglaterra                       | Swindon Town                     | 1960               | 1980         | 20             | 770            |
| Vasili Trofimov                      | União Soviética                  | Dynamo Moscova                   | 1939               | 1953         | 14             |                |
| Sjaak Troost                         | Países Baixos                    | Feyenoord                        | 1978               | 1992         | 14             | 325            |
| Andriy Tsvik                         | Ucrânia                          | Stal Alchevsk                    | 1987               | 2005         | 18             | 492            |
| Bert Tulloch                         | Inglaterra                       | Blackpool                        | 1914               | 1924         | 10             |                |
| Eddie Turnbull                       | Escócia                          | Hibernian                        | 1946               | 1959         | 14             |                |
| Bert Turner                          | País de Gales                    | Charlton Athletic                | 1933               | 1947         | 13             |                |
| Noel Turner                          | Malta                            | Sliema Wanderers                 | 1991               | 2011         | 20             | 344            |
| Ian Twitchin                         | Inglaterra                       | Torquay United                   | 1969               | 1981         | 12             |                |
| Axel Tyll                            | Alemanha Oriental                | 1. FC Magdeburg                  | 1971               | 1982         | 11             |                |
| Giovanni Udovicich                   | Itália                           | Novara                           | 1958               | 1976         | 18             |                |
| Dionisio Urreisti                    | Espanha                          | Real Sociedad                    | 1962               | 1977         | 15             | 416            |
| Juan Antonio Ureña                   | Espanha                          | Real Betis                       | 1986               | 1999         | 13             |                |
| Josu Urrutia                         | Espanha                          | Athletic Bilbao                  | 1987               | 2003         | 16             | 348            |
| Giannis Valaoras                     | Grécia                           | AEL 1964 FC                      | 1978               | 1992         | 14             | 346            |
| Víctor Valdés                        | Espanha                          | Barcelona                        | 2002               | presente     | 11             | 361            |
| Puck Van Heel                        | Países Baixos                    | Feyenoord                        | 1923               | 1940         | 17             | 322            |
| Cor Veldhoen                         | Países Baixos                    | Feyenoord                        | 1956               | 1970         | 14             | 380            |
| Folkert Velten                       | Países Baixos                    | Heracles Almelo                  | 1988               | 1998         | 10             |                |
| Pavel Verbíř                         | Chéquia                          | FK Teplice                       | 1992               | 2011         | 19             | 407            |
| Antoon Verlegh                       | Países Baixos                    | NAC Breda                        | 1912               | 1931         | 19             |                |
| Evilasio "Vili" Sánchez              | Espanha                          | Real Oviedo                      | 1978               | 1989         | 11             |                |
| Ivan Vinnikov                        | Rússia                           | KAMAZ Naberejnîe Celnî           | 1982               | 1996         | 14             |                |
| Berti Vogts                          | Alemanha Ocidental               | Borussia Mönchengladbach         | 1965               | 1979         | 14             |                |
| Voin Voinov                          | Bulgária                         | Levski Sofia                     | 1971               | 1981         | 10             | 226            |
| Rüdiger Vollborn                     | Alemanha                         | Bayer Leverkusen                 | 1983               | 1999         | 16             | 401            |
| Gianfranco Volpato                   | Itália                           | Vicenza                          | 1963               | 1975         | 12             |                |
| Valery Voronin                       | União Soviética                  | Torpedo Moscova                  | 1958               | 1969         | 11             |                |
| Jan Vreman                           | Países Baixos                    | De Graafschap                    | 1985               | 2002         | 17             |                |
| William Waddell                      | Escócia                          | Rangers                          | 1938               | 1956         | 18             |                |
| Billy Walker                         | Inglaterra                       | Aston Villa                      | 1919               | 1933         | 14             |                |
| Bobby Walker                         | Escócia                          | Heart of Midlothian              | 1896               | 1914         | 18             |                |
| Fritz Walter                         | Alemanha                         | 1. FC Kaiserslautern             | 1937               | 1959         | 22             |                |
| Joe Wark                             | Escócia                          | Motherwell                       | 1965               | 1985         | 20             |                |
| Ray Warren                           | Inglaterra                       | Bristol Rovers                   | 1936               | 1956         | 20             | 450            |
| Petter Wastå                         | Suécia                           | Kalmar FF                        | 1994               | 2012         | 18             | 409            |
| Josser Watling                       | Inglaterra                       | Bristol Rovers                   | 1945               | 1963         | 18             | 323            |
| Mark Weatherly                       | Inglaterra                       | Gillingham                       | 1975               | 1989         | 14             |                |
| Aaron Webster                        | Inglaterra                       | Burton Albion                    | 1998               | 2013         | 15             | 475            |
| Hilmar Weilandt                      | Alemanha                         | Hansa Rostock                    | 1986               | 2002         | 16             | 365            |
| Konrad Weise                         | Alemanha Oriental                | Carl Zeiss Jena                  | 1970               | 1986         | 16             | 310            |
| Ferdinand Wenauer                    | Alemanha Ocidental               | 1. FC Nuremberg                  | 1958               | 1972         | 15             | 403            |
| Selwyn Whalley                       | Inglaterra                       | Port Vale                        | 1953               | 1966         | 13             | 178            |
| Jimmy Wheeler                        | Inglaterra                       | Reading                          | 1948               | 1964         | 16             |                |
| Dane Whitehouse                      | Inglaterra                       | Sheffield United                 | 1987               | 2000         | 13             |                |
| Herbie Williams                      | País de Gales                    | Swansea City                     | 1958               | 1975         | 17             | 513            |
| Tim Williamson                       | Inglaterra                       | Middlesbrough                    | 1902               | 1923         | 21             | 602            |
| Alex Wilson                          | Escócia                          | Portsmouth                       | 1949               | 1967         | 18             |                |
| Herbert Wimmer                       | Alemanha Ocidental               | Borussia Mönchengladbach         | 1966               | 1978         | 12             |                |
| Willie Woodburn                      | Escócia                          | Rangers                          | 1938               | 1955         | 17             |                |
| Thomas Wolter                        | Alemanha                         | Werder Bremen                    | 1984               | 1998         | 14             |                |
| Arther Woodward                      | Inglaterra                       | Watford                          | 1926               | 1945         | 19             | 391            |
| Billy Wright                         | Inglaterra                       | Wolverhampton Wanderers          | 1939               | 1959         | 20             | 490            |
| Xavi                                 | Espanha                          | Barcelona                        | 1998               | presente     | 15             | 444            |
| Ulvi Yenal                           | Turquia                          | Galatasaray SK                   | 1923               | 1933         | 10             |                |
| Lev Yashin                           | União Soviética                  | Dinamo Moscova                   | 1949               | 1971         | 22             | 326            |
| František Plánička                   | Chéquia                          | SK Slavia Praga                  | 1923               | 1939         | 16             | 969            |
| Aleksandar Tirnanić                  | Jugoslávia                       | BSK Beograd                      | 1927               | 1940         | 14             | 500            |
| Hayrettin Yerlikaya                  | Turquia                          | Sivasspor                        | 1999               | presente     | 14             | 277            |
| Hakkı Yeten                          | Turquia                          | Beșiktaș JK                      | 1931               | 1948         | 17             | 439            |
| Müjdat Yetkiner                      | Turquia                          | Fenerbahçe SK                    | 1980               | 1995         | 15             | 429            |
| Müzdat Yetkiner                      | Turquia                          | Fenerbahçe SK                    | 1942               | 1955         | 13             |                |
| George Young                         | Escócia                          | Rangers                          | 1941               | 1957         | 16             | 293            |
| Eduard Yugrin                        | Rússia                           | KAMAZ Naberejnîe Celnî           | 1986               | 1998         | 12             | 186            |
| Francesco Zagatti                    | Itália                           | Milan                            | 1951               | 1963         | 12             | 214            |
| Sándor Zámbó                         | Hungria                          | Újpest                           | 1963               | 1980         | 17             |                |
| Jesús María Zamora                   | Espanha                          | Real Sociedad                    | 1975               | 1989         | 14             | 455            |
| Gastone Zanon                        | Itália                           | Padova                           | 1944               | 1957         | 13             |                |
| Michael Zorc                         | Alemanha                         | Borussia Dortmund                | 1981               | 1998         | 17             | 463            |
| Ludwik Gintel                        | Polónia                          | Cracovia Krakow                  | 1916               | 1930         | 14             |                |
| Yaniv Katan                          | Israel                           | Maccabi Haifa                    | 1998               | presente     | 15             |                |

#### Oceania
| Jogador        | Nacionalidade | Clube         | Estreia (1ª temp.) | Última temp. | Período (anos) | Jogos oficiais |
| -------------- | ------------- | ------------- | ------------------ | ------------ | -------------- | -------------- |
| Duncan Oughton | Nova Zelândia | Columbus Crew | 2001               | 2010         | 10             | 136            |

#### Oriente Médio
| Jogador              | Nacionalidade          | Clube         | Estreia (1ª temp.) | Última temp. | Período (anos) | Jogos oficiais |
| -------------------- | ---------------------- | ------------- | ------------------ | ------------ | -------------- | -------------- |
| Hossein Abdi         | Irã                    | Persepolis    | 1987               | 2000         | 13             |                |
| Majed Abdullah       | Arábia Saudita         | Al-Nasr       | 1975               | 1998         | 23             | 455            |
| Abdulaziz Ali        | Catar                  | Al-Gharafa    | 2000               | presente     | 13             |                |
| Hamad Al-Montashari  | Arábia Saudita         | Al-Ittihad    | 2001               | presente     | 12             |                |
| Hussain Al-Romaihi   | Catar                  | Qatar SC      | 1994               | presente     | 19             |                |
| Mohammad Al-Shalhoub | Arábia Saudita         | Al-Hilal      | 1998               | presente     | 15             |                |
| Fahad Al Shammari    | Catar                  | Al-Gharafa    | 2000               | presente     | 13             |                |
| Mohammed Al-Sulaiti  | Catar                  | Al-Wakrah     | 2002               | presente     | 11             |                |
| Adnan Al-Talyani     | Emirados Árabes Unidos | Al-Shaab      | 1981               | 2000         | 20             | 232            |
| Yousuf Al-Thunayan   | Arábia Saudita         | Al-Hilal      | 1984               | 2005         | 21             |                |
| Ali Al-Wehaibi       | Emirados Árabes Unidos | Al-Ain        | 2001               | presente     | 12             |                |
| Saleh Bashir         | Arábia Saudita         | Ettifaq       | 2002               | presente     | 11             |                |
| Mahmoud Khordbin     | Irã                    | Persepolis    | 1964               | 1980         | 16             | 170            |
| Abdulla Koni         | Catar                  | Al-Sadd       | 1996               | presente     | 17             |                |
| Abdulrahman Mesbeh   | Catar                  | Al-Rayyan     | 1999               | presente     | 13             |                |
| Mohamed Omar         | Catar                  | Qatar SC      | 2000               | presente     | 12             |                |
| Gholam Peyrovani     | Irã                    | Bargh Shiraz  | 1969               | 1992         | 23             |                |
| Waleed Salem         | Emirados Árabes Unidos | Al-Ain        | 2002               | presente     | 11             |                |
| Hamed Shami          | Catar                  | Al-Gharafa    | 1999               | presente     | 14             |                |
| Humood Sultan        | Bahrein                | Muharraq Club | 1974               | 1998         | 24             |                |
| Masoud Zeraei        | Catar                  | Al-Arabi      | 1999               | presente     | 14             |                |

#### Como jogador e após se aposentar
Além daqueles que passaram toda a sua carreira jogando com um único clube, existem vários exemplos de jogadores que permaneceram com um único clube ao longo de toda a sua carreira no jogo de clube profissional - jogar, treinar, administrar, etc. Exemplos notáveis estão listados abaixo.
- Ilshat Aitkulov (Gazovik Orenburg): jogador 1990–2003; assistente 2003–2005; gerente 2005; zelador 2006, 2009, 2011.
- Michael Angerschmid (SV Ried): jogador 1992–2006; treinador de reservas 2007-2012; gerente assistente 2008–2012; gerente 2012 – presente.
- Michael Anhaeuser (Charleston Battery): jogador 1994–1998; treinador 1999 – presente.
- Joe Bacuzzi (Fulham): jogador 1935–1956; treinador da equipe reserva 1956-1965.
- Şeref Bey (Beşiktaş): gerente de 1911–1925.
- Edmund Białas (Lech Poznań): jogador de 1934–1951; gerente 1956-1976 com intervalos.
- Fred Blankemeijer (Feyenoord): jogador 1942–1952, diretor técnico, membro do conselho, treinador juvenil e olheiro 1940–2010.
- Giampiero Boniperti (Juventus): jogador 1946–1961; membro do conselho de 1962–1971; presidente de clube 1971–1990; CEO 1991–1994; presidente honorário do clube de 2006 - presente.
- George Bray (Burnley): jogador de 1937–1952; treinador 1952–1974; gerenciador de kit 1974–1992.[10]
- Ross Caven (Queen's Park): jogador 1982–2002; diretor 2001 – presente.
- Cosme Damião (Benfica): jogador de futebol 1904–1916 (elenco principal 1907–1916); jogador de hóquei em campo; gerente de 1908 a 1926 (jogador-treinador de 1908 a 1916); diretor do jornal de esportes do clube 1913–1931; diretor de palco do grupo teatral do clube (1916); presidente da Assembleia Geral do clube 1931–1935.
- Giacinto Facchetti (Internazionale): diretor técnico, membro do conselho, embaixador mundial, vice-presidente e presidente 2004-2006.
- Agustín Gaínza (Athletic Bilbao): jogador de 1940 a 1959; treinador reserva 1964-1965; treinador principal 1965-1968.
- Boris Gavrilov (Shinnik Yaroslavl): jogador 1971–1989; gerente assistente 1989 - presente.
- John Greig (Rangers): jogador de 1961–1978; gerente 1978-1983; diretor 2003–2011; presidente honorário vitalício de 2015 - presente.
- Les Hart (Bury): jogador de 1936–1953; Coach / Physio 1954–1968; Gerente 1969–1971; Physio 1972–1980.
- Eddie Hunter (Queen's Park): jogador de 1964–1974; treinador 1974-1979; gerente 1979-1994.
- Anatoly Ilyin (Spartak Moscou): jogador de 1949 a 1962; treinador juvenil 1962–1995.
- Aage Rou Jensen (AGF): jogador de 1941–1962; Gerente.
- Ledley King (Tottenham): jogador de 1999–2012; embaixador do clube 2012 – presente; treinador adjunto da primeira equipa em 2020 - presente.
- Nat Lofthouse (Bolton Wanderers): jogador de 1939–1960; Gerente 1968-1970 e também 1971; treinador assistente 1961; treinador-chefe 1967; chefe dos escuteiros; Presidente de clube 1968–2011.
- Donnie McKinnon (Partick Thistle): jogador 1959-1973, treinador / fisioterapeuta 1973-1989.
- Gerard Meijer (Feyenoord): fisioterapeuta 1959–2009.
- Willie Miller (Aberdeen): jogador de 1972–1990; treinador 1990–1992; gerente 1992–1995; diretor de futebol 2004–2012.
- Bill Nicholson (Tottenham): jogador de 1938–1955; gerente 1958–1974.
- Bob Paisley (Liverpool): jogador 1939–1954; treinador / fisioterapeuta 1954–1959; gerente assistente 1959–1974; gerente 1974-1983.
- Carles Puyol (Barcelona): jogador 1999–2014; diretor adjunto do futebol 2014 (renunciou no mesmo ano).
- Roman Rogocz (Lechia Gdańsk): jogador 1947–1962; gerente e gerente da equipe juvenil 1962-1975 com intervalos.
- Hussein Saeed (Al-Talaba): jogador 1975–1990; gerente 1992; vice-presidente 1985–1992.
- Ali Sami Yen (Galatasaray): jogador de 1905–1909; gerente 1916–1917; presidente de clube de 1905–1918 e 1925.
- Süleyman Seba (Beşiktaş): jogador 1946–1953; presidente de clube de 1984 a 2000.
- Vadym Sosnykhin (Dínamo de Kiev): jogador 1960–1973; treinador da equipe juvenil 1974-1991; diretor da equipe de veteranos 1992–2003.
- Roy Sproson (Port Vale): jogador 1949–1972 e treinador 1974–1977.
- George Stevenson (Motherwell): jogador de 1923–1939; gerente 1946–1955.
- Lajos Tichy (Budapest Honvéd): jogador de 1953–1971; gerente 1976–1982.
- Andriy Tsvik (Stal Alchevsk): jogador 1987–2005; treinador de reservas 2005–2007; gerente assistente 2007 – presente.
- Josu Urrutia (Athletic Bilbao): jogador 1987–2003; presidente de clube 2011–2018.
- Antoon Verlegh (NAC Breda): jogador de 1912–1931; gerente, presidente, presidente de honra 1931–1960.
- Heinz Wewers (Rot-Weiss Essen): jogador 1949–1962; corredor do pub do estádio 1957 - aproximadamente 1962; gerente 1967.
- John Stewart Wright (Greenock Morton): jogador de 1911–1924; gerente 1927-1929 e 1934-1939.
- Lev Yashin (Dínamo Moscou): jogador de 1949–1971; administração de clube 1971–1990.
- Hakkı Yeten (Beşiktaş): jogador de 1931–1948; gerente 1949 e 1950-1951; presidente do clube 1960–1963, 1964–1966 e 1967–1968.
- Michael Zorc (Borussia Dortmund): jogador 1981–1998; gerente geral de futebol de 1998 - presente.
- Kenneth Ohlsson (Hammarby IF): jogador 1966–1983; treinador 1989-1992.
- Paolo Maldini (Milan): jogador de 1984–2009; diretor de estratégia e desenvolvimento esportivo 2018–2019; diretor técnico 2019 - presente

### Futebol feminino
| Jogadora      | Nacionalidade | Clube      | Estreia (1ª Temp.) | Última Temp. | Jogos | Temporadas |
| ------------- | ------------- | ---------- | ------------------ | ------------ | ----- | ---------- |
| Malin Moström | Suécia        | Umeå I. K. | 1995               | 2007         | ?     | 12         |